# Synanthedon melliniformis
Synanthedon melliniformis là một loài bướm đêm trong họ Sesiidae. Loài này được tìm thấy ở Pháp, Ý, Áo, Slovenia, Croatia, Bosna và Hercegovina, Serbia và Montenegro, Bulgaria, Hungary và Slovakia.
Sải cánh của loài này dài từ 17–19 mm.
Ấu trùng loài này ăn Salix alba, Populus nigra and Populus alba.